# Balatonboglár
Balatonboglár é uma cidade da Hungria, situada no condado de Somogy. Tem 32,04 km² de área e sua população em 2019 foi estimada em 5.798 habitantes.